# Mount Sir Thomas
Mount Sir Thomas är ett berg i Australien. Det ligger i regionen Anangu Pitjantjatjara och delstaten South Australia, omkring 1 200 kilometer nordväst om delstatshuvudstaden Adelaide. Toppen på Mount Sir Thomas är 794 meter över havet, eller 216 meter över den omgivande terrängen. Bredden vid basen är 8,8 km.
Trakten runt Mount Sir Thomas är nära nog obefolkad, med mindre än två invånare per kvadratkilometer.. Det finns inga samhällen i närheten.
Omgivningarna runt Mount Sir Thomas är i huvudsak ett öppet busklandskap. Genomsnittlig årsnederbörd är 217 millimeter. Den regnigaste månaden är februari, med i genomsnitt 40 mm nederbörd, och den torraste är augusti, med 2 mm nederbörd.